# Плейгрин
Езерото Плейгрийн (на английски: Playgreen Lake) е 9-о по големина езеро в провинция Манитоба. Площта му заедно с островите в него е 657 км2, която му отрежда 66-о място сред езерата на Канада. Площта само на водното огледало без островите е 652 км2. Надморската височина на водата е 217 м.
Езерото се намира в централната част на провинцията, на 10 км северно от езерото Уинипег. Средна дълбочина 4 м, а максимална – 18 м. Обемът на водата е 2,76 км3. От ноември до юни е покрито с дебела ледена кора, като годишното колебание на водното равнище е от порядъка на ±0,89 м.
Езерото има сравнително слабо разчленена брегова линия с дължина от 471 км, с няколко заливи, полуострови и острови (площ от 5 км2).
Площта на водосборния му басейн е 5322 km2, като през езерото протича река Нелсън, изтичаща от езерото Уинипег и вливаща се в Хъдсъновия залив.
През лятото на 1690 г. английският трапер Хенри Келси (1667-1724), служител на „Компанията Хъдсънов залив“, търгуваща с ценни животински кожи се изкачва по река Нелсън с група индианци от племето асинибойн и в началото на юли открива езерото Плейгрийн. Първото му картиране е извършено през 1809 от английския топограф и картограф Питър Фидлър, служител на същата компания.